# Dignitas (esport)
Dignitas, tidigare Team Dignitas, är en amerikansk professionell e-sportorganisation som är baserad i Newark, New Jersey. Organisationen är mest känd för sina lag i League of Legends och Counter-Strike: Global Offensive.
Organisationen omprofilerades i slutet av 2018 där de strök "Team" från sitt namn och bytte ut sin logotyp med en uggla.

## Spelare

### Aktiva[1]
- Aaron "FakeGod" Lee
- Kim "River" Dong-Woo
- Ersin "Blue" Gören
- Toàn "Neo" Trần
- Vincent "Biofrost" Wang

### Staff
- Ilias "Enatron" Theodorou (Head Coach)
- Joshua "Mabrey" Alan Mabrey (Strategic Coach)
- Jim Morrison (Senior Manager of Team Operations)
- Lenny Wiersma (Director of Performance)
- Toby "Pyrex" Kwon (Manager & Team Operations Coordinator)

### Aktiva[2][3]
- Patrik "f0rest" Lindberg
- Jonas "Lekr0" Olofsson
- Ludvig "HEAP" Alonso
- Adam "Friberg" Friberg
- Håkon "hallzerk" Fjærli
- Faruk "pita" Pita (Head Coach)

### Staff
- Mikael "sheddaN" Mellström (Analyst)
- Perra Andersen (Manager)